# 7 WEST
7 WEST(세븐 웨스트)는 칸사이 쟈니즈 Jr.의 남성 아이돌 그룹이다. 쟈니즈 사무소 소속.

## 멤버
- 시게오카 다이키 (1992년 8월 26일 ~ )
- 카미야마 토모히로 (1993년 7월 1일 ~ )
- 후지이 류세이 (1993년 8월 18일 ~ )
- 코타키 노조무 (1996년 7월 30일 ~ )

### 전 멤버
- 타케모토 신페이 (1993년 9월 16일 ~ )
- 신가키 유토 (1995년 7월 10일 ~ )

## 개요
- 〈7〉은 2007년 결성을 의미한다.
- 처음에는 Hey! Say! JUMP의 유닛인 Hey! Say! 7의 칸사이판으로서 결성되어, 유닛명은 〈Hey! Say! 7 WEST〉였지만, 현재는 Hey! Say! JUMP와 관계없이 칸사이 쟈니즈 Jr.의 일원으로 활동하고 있기 때문에, 〈7 WEST〉로 유닛명을 변경했다.
- 나카야마 유마와 활동할 때에는, 〈나카야마 유마 w/7 WEST〉를 사용한다.
- 2014년 4월, 멤버 4명이 쟈니즈WEST에 가입해, 자연 소멸.

## 연보
2007년
- 8월에 오사카 쇼치쿠좌에서 열린 칸사이 쟈니즈 Jr.의 콘서트 《칸사이 쟈니즈 Jr.@오사카 쇼치쿠좌 2007 여름》에서 나카타 다이치·센자키 료타·카미야마 토모히로·후지이 류세이·나카야마 유마의 5명(Hey! Say! 7이 5명이었기 때문에)으로 등장. 이때, 아직 그룹명은 정해져 있지 않았고, 〈칸사이판 Hey! Say! 7〉으로서 소개.
- 8월 30일에 오사카 성 홀에서 열린 칸쟈니∞의 콘서트 《칸쟈니∞엣!혼마!?빗쿠리!!TOUR2007》 공연에서는, 상기 멤버와 키리야마 아키토·사타케 코키를 포함한 7명이 〈Hey! Say! 7 West〉로서 소개되었지만, 8월 31일 공연에는 키리야마가 빠지고, 타케모토 신페이가 참가.
- 9월 23·24일에 요코하마 아레나에서 공연된 쟈니즈 Jr.의 콘서트 《JOHNNYS'Jr. Hey Say 07 in YOKOHAMA ARENA》에서는, 나카타·센자키·카미야마·후지이·타케모토·나카야마의 6명으로 발표되었다.

2008년
- 1월 3일의 콘서트를 마지막으로 나카타·센자키가 탈퇴해, 카미야마·후지이·타케모토·나카야마의 4명이 된다.
- 여름에 오사카 쇼치쿠좌에서 열린 칸사이 쟈니즈 Jr.의 콘서트 《칸사이 쟈니즈 Jr.@오사카 쇼치쿠좌 2008 여름》에서 시게오카 다이키·신가키 유토·코타키 노조무가 가입. 〈Hey! Say! 7 WEST〉의 결성을 발표했다.

2009년
- 나카야마 유마가 Hey! Say! 7 WEST를 탈퇴해, 정식명을 〈7 WEST〉로 변경.

2012년
- 타케모토 신페이·신가키 유토가 탈퇴.

2014년
- 멤버 4명이 쟈니즈WEST에 가입해, 자연 소멸.

## 오리지널 곡
2008년
- Dial up

후에 NYCboys가 커버하여, 싱글 〈악마같은 사랑/NYC〉에 수록.
2009년
- why did you go?

후에 가사를 변경하여 나카야마 유마 w/B.I.Shadow가 커버하여, 〈악마같은 사랑/NYC〉에 수록.
- 裸の誓い / 꾸밈없는 맹세
- キラリ☆traveler / 반짝☆traveler
- ジゴロイズム / 지고로이즘

구 〈地獄の摩天楼 지옥의 마천루〉
- スマイル! スマイル! / 스마일! 스마일!
- Happy birthday to you

나카야마 유마가 작사에 참여.
- ずっとありがとう / 항상 고마워

멤버가 작곡에 참여.
2010년
- 君の罠だけ幻でも構わない / 네 함정뿐인 환상일지라도 상관없다

## 출연

### TV 프로그램
- 월드컵 배구 2007 (오사카 라운드·히로시마 라운드) (2007년 11월 6일 ~ 7일·23일, 후지 TV) ※히로시마 라운드(11월 23일)에는 타케모토 불참
- 월드 그랑프리 2009 (오사카 라운드) (2009년 8월 7일, 후지 TV)
- 개운 소년! 미라클 J! (아사히 방송)
- 칸쟈니∞의 쟈니벤 (프로그램 내 코너 〈쥬니마가〉 〈쥬니스포〉만) (칸사이 TV)
- 더 소년구락부 (NHK BS 프리미엄)

### 드라마
- DRAMATIC-J
- 사무라이 전학생 ~우리의 길은 무사도~ (2009년 3월, 칸사이 TV)
- DRAMADA-J 〈언젠가의 우정부, 여름.〉 (2009년 9월 10일, 칸사이 TV)
- 아무도 모르는 J 학원
- 날개여 이것이 사랑의 등불이다 (2012년 2월 12일, 칸사이 TV) - 카미야마·시게오카

## 같이 보기
- 나카야마 유마 w/7 WEST